# Гевін О'Коннор
Гевін О'Коннор (англ. Gavin O'Connor; нар. 24 грудня 1963) — американський кінорежисер, сценарист, продюсер, драматург й актор. Знаний як режисер завдяки фільмам «Диво» (2004), «Воїн» (2011), «Аудитор» (2016) та «Поза грою» (2020).

## Біографія
Виріс у Гантінгтоні, штат Нью-Йорк, на Лонг-Айленді.
1992 року написав сценарій і продюсував режисерський дебют Теда Демме, короткометражний фільм «Ставка».
Три роки по тому дебютував у власному повнометражному фільмі, виступивши співавтором сценарію та режисером, з фільмом «Comfortably Numb» про моральні дилеми, з якими стикається преппі з Коннектикуту, який став прокурором Нью-Йорка. Фільм показували на Каннському і Бостонському кінофестивалях.
Водночас почав працювати над сценарієм, основаному на спогадах його тодішньої дружини Анджели Шелтон про дитинство, проведене в дорозі з матір'ю, яка часто виходила заміж.
1997 року його вразила британська акторка, лавреатка премії «Тоні», Джанет Матір у ток-шоу Чарлі Роуза. О'Коннор рішуче вирішив взяти її на роль у фільмі «Перекотиполе» (де він зіграв одну з головних ролей). Для знімання фільму спонсорів не знайшлося, тому О'Коннор з дружиною взяли фінансові витрати на себе. Фільм отримав приз «Кінотворці» на кінофестивалі «Санденс»; гра Мактір принесла їй «Золотий глобус» за найкращу жіночу роль, а також номінації на премії «Оскар» і Гільдії кіноакторів у тій же категорії; а Кімберлі Дж. Браун, яка зіграла її доньку-підлітка, отримала премію «Незалежний дух» за найкращий дебют.
2004 року, після роботи виконавчим продюсером у кількох невеликих незалежних проєктах, О'Коннор зняв фільм «Диво», оснований на реальних подіях — перемозі американської хокейної збірної над Радянським Союзом на зимових Олімпійських іграх 1980 року. Також продюсував документальний фільм про Марка Керра для HBO «Стремтяча машина».
Зняв фільм про змішані бойові мистецтва «Воїн», для якого написав сценарій і був режисером. Фільм вийшов 2011 року за сприяння компанії Lions Gate Entertainment.
2013 року працював над театральною постановкою, основаній на романі «The Hustler» Волтера Тевіса. У квітні 2013 року підписав контракт на режисуру фільму «Джейн береться до зброї».
Працював виконавчим продюсером і режисером пілотного епізоду серіалу FX «Американці». Зрежисував і продюсував пілотний епізод серіалу Netflix «Сім секунд». У червні 2014 року мав зняти свій пригодницький бойовик «Різанина в Гімалаях», який би продюсувала компанія Джанні Нуннарі Hollywood Gang Productions про вбивство десяти альпіністів та місцевого пакистанського кухаря, які хотіли підкорити вершину К2.Також планувалшося залучити О'Коннора режисером драми про Другу світову війну «Атлантичний вал» за участю Бредлі Купера.
6 вересня 2017 року став режисером і сценаристом фільму «Загін самогубців». У жовтні О'Коннор покинув проєкт через те, що його ідея сюжета була схожа на сценарій «Хижих пташок», а також через його зобов'язання щодо «Шляху назад».

## Особисте життя
22 червня 2013 року одружився з акторкою Брук Бернс. Раніше був одружений з Анджелою Шелтон.

## Фільмографія

### Фільм
| 1992 | The Bet                 | Ні  | Так     | виконавчий | короткометражний фільм |
| 1995 | Comfortably Numb        | Так | Так     | Так        | режисерський дебют     |
| 1999 | Перекотиполе            | Так | Так     | виконавчий |                        |
| 2004 | Диво                    | Так | Ні      | Ні         |                        |
| 2008 | Гордість і слава        | Так | Так     | Ні         |                        |
| 2011 | Воїн                    | Так | Так     | Так        |                        |
| 2015 | Brothers                | Ні  | історія | Ні         | мовою хінді            |
| 2015 | Джейн береться до зброї | Так | Ні      | Ні         |                        |
| 2016 | Аудитор                 | Так | Ні      | виконавчий |                        |
| 2020 | Поза грою               | Так | Ні      | Так        |                        |
| 2025 | Аудитор 2               | Так | Ні      | виконавчий |                        |

Тільки продюсер
| Рік  | Назва            | Нотатки                                   |
| ---- | ---------------- | ----------------------------------------- |
| 2002 | Стремтяча машина | Документальний фільм; виконавчий продюсер |
| 2002 | Правило забою    |                                           |
| 2007 | Елвіс та Анабель | Виконавчий продюсер                       |

Акторські ролі
| Рік  | Назва           | Роль                                  |
| ---- | --------------- | ------------------------------------- |
| 1999 | Перекотиполе    | Джек Ренсон                           |
| 2001 | Скляний будинок | Вайт                                  |
| 2011 | Воїн            | Джей Джей Райлі (не вказано в титрах) |

### Телебачення
| Рік         | Назва           | Режисер | Виконавчий Продюсер | Сценарист | Нотатки        |
| ----------- | --------------- | ------- | ------------------- | --------- | -------------- |
| 2004        | Клубний будинок | Так     | Ні                  | Так       | Епізод «Пілот» |
| 2013 — 2014 | Американці      | Так     | Так                 | Ні        | Епізод «Пілот» |
| 2017        | Сім секунд      | Так     | Так                 | Ні        | Епізод «Пілот» |
| 2021        | Мейр з Істтауна | Ні      | Так                 | Ні        |                |